# Department S (Fernsehserie)
Department S ist eine britische Kriminalserie, die in den Jahren 1969 und 1970 in zwei Staffeln produziert wurde. Sie wurde zugunsten ihrer Nachfolgeserie  Jason King eingestellt.

## Handlung
Department S ist eine in Paris stationierte, international operierende Abteilung von Interpol. Sie wird mit besonders mysteriösen Fällen beauftragt, die von anderen Polizeibehörden oder Nachrichtendiensten nicht gelöst werden konnten. Chef der Abteilung ist Sir Curtis Seretse; sein Team besteht aus dem US-Amerikaner Stewart Sullivan, der britischen Computerspezialistin Annabelle Hurst sowie dem ebenfalls britischen Playboy Jason King, der nebenbei erfolgreich als Autor von Kriminalromanen tätig ist.
In Gastrollen traten unter anderem Lois Maxwell, Eric Pohlmann, Anthony Hopkins, Jean Marsh, Ronald Lacey, Richard Vernon, Robert Urquhart, Sue Lloyd, Kieron Moore, Barbara Murray, Francisca Tu,  Simon Oates und David Prowse auf.

## Hintergrund
Die Serie wurde von Dennis Spooner  und Monty Berman  konzipiert und von ITC Entertainment produziert, welche unter anderem  auch für die Serien Nummer 6, Die 2  und Simon Templar verantwortlich zeichnete. Sie setzte neben den ungewöhnlichen Fällen auch auf die Hauptfigur Jason King. Aufgrund der großen Beliebtheit der Figur beim Publikum wurde Department S zugunsten der neuen, allein auf King basierenden Serie Jason King eingestellt.
2009 wurden beide Staffeln von Koch Media auf DVD veröffentlicht.
Die britische New-Wave-Band Department S benannte sich nach der Serie.

## Synchronisation
Die deutsche Synchronisation entstand nach den Dialogbüchern von Karlheinz Brunnemann (Staffel 1) und Rainer Brandt (Staffel 2). Brunnemann führte auch Dialogregie. Sie wurde ähnlich wie bei Die Zwei mit einer Schnodder-Synchronisation versehen; in der ersten Staffel allerdings noch sehr dezent.
| Rolle              | Schauspieler        | Deutscher Synchronsprecher                                    |
| ------------------ | ------------------- | ------------------------------------------------------------- |
| Jason King         | Peter Wyngarde      | Jürgen Thormann                                               |
| Stewart Sullivan   | Joel Fabiani        | Karlheinz Brunnemann                                          |
| Annabelle Hurst    | Rosemary Nicols     | Ursula Herwig                                                 |
| Sir Curtis Seretse | Dennis Alaba Peters | Joachim Kemmer Alexander Welbat (Folge: Aus Carters Bordbuch) |